# Juan José Llovet
Juan José Llovet (Santander, 1895-Santo Domingo, 1940) fue un poeta modernista y periodista español del siglo xx.

## Biografía
Juan José Llovet Soriano nació en Santander en 1895, pero aún niño se trasladó a Segovia, de donde procedía su familia, ciudad de la que su abuelo, Mariano Llovet, había sido alcalde y presidente de la Diputación. Publicó sus primeros artículos y rimas en El Adelantado de Segovia. Al parecer, ya con dieciséis años viajó a Madrid, donde llegaría a coordinar la sección ‘Charla semanal’ de la revista Madrid Cómico y continuó publicando poesía en periódicos como El Imparcial, el Heraldo de Madrid y revistas Nuevo Mundo o La Esfera.

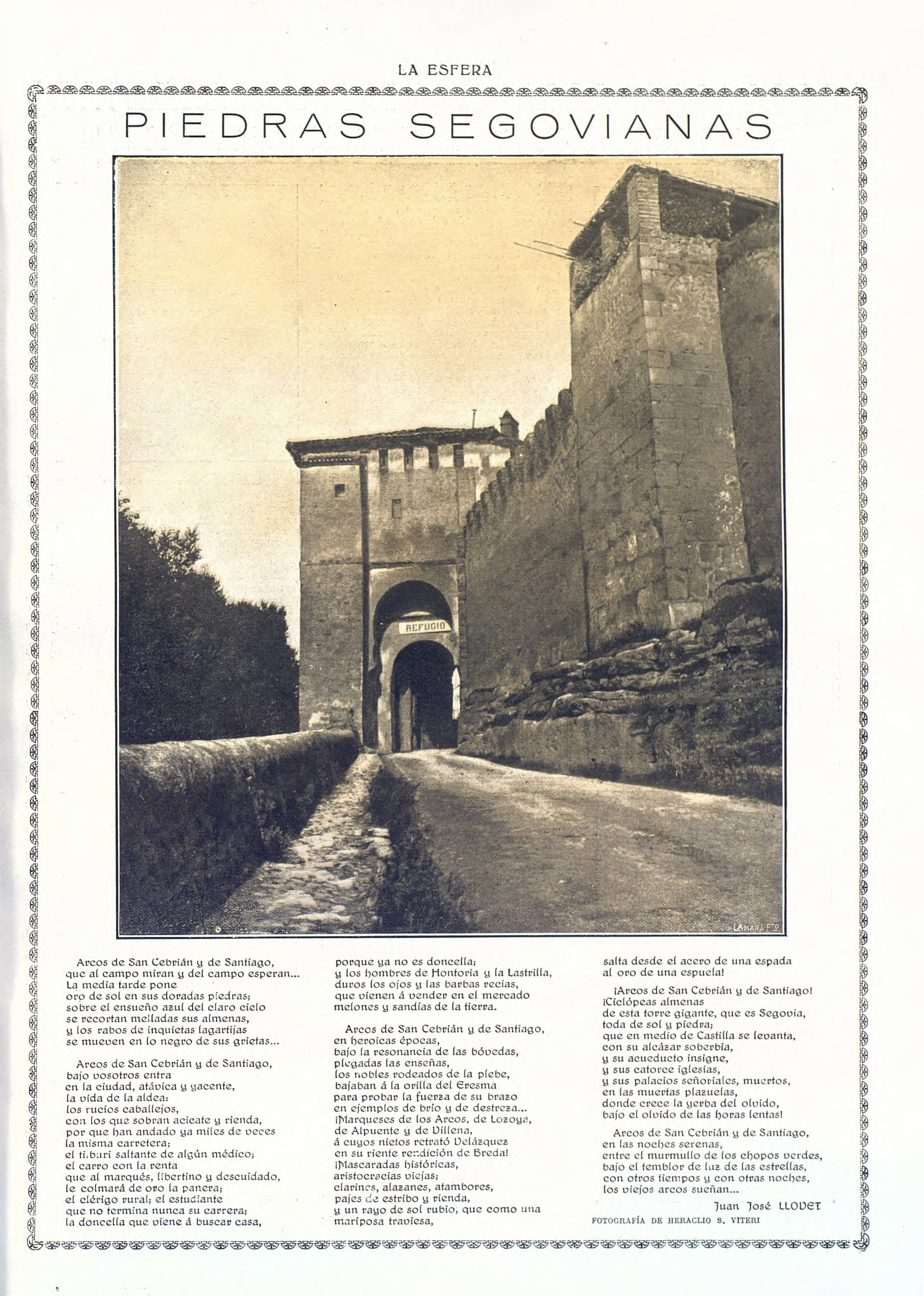
«Piedras segovianas», un poema de Juan José Llovet publicado en la revista La Esfera (1916), ilustrado con una fotografía de la puerta de Santiago.

Se consagró como poeta en el Ateneo de Madrid con una lectura del libro El rosal de la leyenda (1913), tras el que publicó Pegaso encadenado (1914), y al año siguiente, el largo poema La danzarina desnuda, inspirado en el cuadro de Julio Romero de Torres, Musa gitana. Como dramaturgo, se estrenó en Barcelona la opereta Frine (1917), con música de José Lucio Mediavilla, y puesta en escena de la compañía de Emilio Sagi Barba. En esa época de su vida forma en Segovia la tertulia conocida como «El bando de los poetas», «en Segovia el círculo literario al que pertenecieron los poetas y escritores más ilustres de la época en la ciudad, destacando entre todos la figura de Antonio Machado» (según relato de Quintanilla, recogido por Pablo de Andrés Cobos) y precursora de la tertulia de San Gregorio que se reuniría entre 1921-1927 en el claustro abandonado de una capilla románica.
Gastó la herencia de su madre, muerta en 1918, en una estancia en París, y a su regreso comenzó a traducir novelas francesas al castellano, siendo uno de los promotores del Sindicato de Autores, Traductores y Dibujantes, fundado en 1920. Una nueva herencia se esfumó en los casinos, y en 1921 fue acogido en la compañía teatral de su amigo Francisco Villaespesa que partía de gira por América.
En Caracas, trabajó a la redacción de El Universo y, ya en Colombia, en El Tiempo de Bogotá (hacia 1922), hasta que se trasladó a Puerto Rico en 1923 y se asentó en Santo Domingo. En esa ciudad fundó el periódico Los Seis con Luis Palés Matos, se casó y dedicó al periodismo en publicaciones como El Imparcial, La Opinión y el Listín Diario. Aparece como cofundador de la Sociedad Cultural Española de esa capital en 1928. En 1930 viajó a España , levantando algunos escándalos con el relato de su experiencia americana. De nuevo en Santo Domingo, queda noticia de que ganó la "Flor Natural" en los Juegos Florales de la ciudad, convocados con motivo de la Fiesta de la Raza en 1933.